# 银色新生
《银色新生》（英語：Morning Star，又名《晨色之星》）是美国作家皮尔斯布朗2016年的科幻小说，是他的《红色崛起》三部曲中的第三部。剧情紧接上一部，戴罗（Darrow）终于逃脱了监禁他的地方并重拾了他的革命事业。如同以往一样，他开始寻找一切能帮他们击败最高统治者的资源和盟友。
继《红色觉醒》（2014年）和《金色同盟》（2015年）出版之后，《银色新生》于2016年2月9日出版，并登上《纽约时报》畅销书排行榜的第一名。布朗于2016年2月宣布续集三部曲，并于2018年1月出版了该系列的第一部《铁炼成金》（或者《铁金》）。